# Jan Grela
Jan Wojciech Grela (ur. 6 czerwca 1963 w Żarnowcu) – polski samorządowiec, nauczyciel i rolnik, w latach 2002–2006 wicemarszałek województwa śląskiego.

## Życiorys
Pochodzi z Żarnowca. Z zawodu jest rolnikiem, skończył studia z marketingu i zarządzania w gospodarce żywnościowej na Akademii Rolniczej w Krakowie. Kształcił się podyplomowo na Akademii Wychowania Fizycznego. Prowadził z żoną 17-hektarowe gospodarstwo rolne. Pracował także jako nauczyciel wychowania fizycznego i przedsiębiorczości w Zespole szkół Rolniczego Centrum Kształcenia Ustawicznego w Żarnowcu (kontynuował tę pracę na pół etatu także po zostaniu wicemarszałkiem). Został także członkiem zarządu Śląskiej Izby Rolniczej w Katowicach.
Działał w Zjednoczonym Stronnictwie Ludowym. W 1989 ubiegał się o mandat posła na Sejm X kadencji w okręgu nr 35 (zdobył 9,36% głosów). W wyborach samorządowych w 1994 uzyskał mandat radnego Żarnowca. W 1998 nie uzyskał reelekcji, startując z komitetu Małoszyce 2000. Później zaangażował się w działalność w ramach Samoobrony RP. Z jej listy w 2002 uzyskał mandat radnego sejmiku śląskiego. 26 listopada 2002 został powołany na stanowisko wicemarszałka województwa śląskiego, odpowiedzialnego m.in. za obszary wiejskie, gospodarkę nieruchomościami, turystykę i sport. W marcu 2003 na szczeblu krajowym partii zapadła decyzja o wystąpieniu Samoobrony z koalicji z SLD i PSL w kraju. Jan Grela nie podporządkował się jej (podobnie jak 2 z 5 pozostałych radnych Samoobrony) i pozostał wicemarszałkiem, w związku z czym wykluczono go z ugrupowania. 27 listopada 2006 zakończył pełnienie funkcji w związku z końcem kadencji zarządu. W tym samym roku bez powodzenia ubiegał się o reelekcję z listy Samoobrony RP.
W 2010 uzyskał mandat w radzie powiatu zawierciańskiego z ramienia KWW Praca i Samorządność. Od 2010 do 2012 sprawował stanowisko zastępcy starosty zawierciańskiego. W 2014 bezskutecznie kandydował do sejmiku śląskiego z listy Platformy Obywatelskiej. W wyborach samorządowych w 2024 uzyskał mandat radnego powiatu zawierciańskiego z ramienia Koalicji Obywatelskiej.
Żonaty z Barbarą.